# Євфимій Печерський
Євфимій схимник (XIII-XIV ст.) — схимонах Печерського монастиря. Преподобний.

## Життєпис
Преподобний Євфимій жив у XIII-XIV ст., відбував чернечий подвиг у Печерському монастирі.
У пізнішій традиції прп. Євфимій названий ієросхимонахом. Відомо, що, прийнявши схиму, преподобний став цілковитим безмовником і досяг духовного спілкування з ангелами. Як їжу вживав тільки городину. Про святого в цитованій публікації Модеста сказано: “Преподобний Євфимій, як у схиму постригся, ніколи ні з ким ні трохи, ні багато не мовив, крім молитви в церкві та в келії. Жодного також харчу, котрий вогнем роблено, не вживав, крім сирих овочів. І нині харчем райським необмежено насолоджується, і з янголами неумовчно славославить Бога, і молиться за нас”.
Чернець і український письменник XVI ст. Атанасій Кальнофойський оповідав про ремінний хрест преподобного Євфимія, від благословення яким недужі одержувати зцілення.

В акафісті всім Печерським преподобним про нього сказано: 
|  | «Радуйся, Євфиміє, бо через піст і велике славослів`я Богу ти райськими солодощами наситився і з Ангелами співаєш». |

Упокоївся в монастирі. Згідно з антропологічними дослідженнями приставився у віці 30–40 років. Ріст мав бл. 166 см.
Його мощі знаходяться в Дальніх печерах біля мощей преподобного Веніамина та недалеко від підземної церкви Благовіщення Пресвятої Богородиці.

## Іконографія
На зображеннях Собору Києво-Печерських святих святий представлений, як правило, в правій групі в 3-у ряді, поряд з Силуаном Схимником, в ряду іноків, які спочивають у Дальніх печерах.

Строгоновський іконописний оригінал кінця XVIII ст. дає наступні вказівки для зображення образу прп. Євфимія: 
|  | "Сед, брада Власиева, схима на главе, ризы преподобническия, испод бакан, правая рука к сердцу, левая молебна, длань простерта". |

## Пам'ять
Пам'ять преподобного вшановується 20 січня.